# Dugo toplo ljeto
Dugo toplo ljeto je drugi studijski album slovenske novovalovske skupine Avtomobili. Izšel je leta 1985 pri ZKP RTV Ljubljana. Kot producent je pri nastajanju albuma sodeloval Tomaž Domicelj.

## Seznam pesmi
Vso glasbo je napisal Mirko Vuksanović, vsa besedila pa Marko Vuksanović.
Stran A
1. "Male igre noću" – 2:56
2. "Izađi večeras" – 4:54
3. "Djevojke nestaju u noć" – 3:06
4. "Pusti da pada kiša" – 4:33
5. "Neko" – 4:02

Stran B
1. "Ona zna" – 4:03
2. "Dugo toplo ljeto" – 3:09
3. "Uništi svoju mladost" – 3:49
4. "Zaboravi" – 2:47
5. "Prljavi jezik" – 4:05

## Zasedba
Avtomobili
- Marko Vuksanović — glavni vokal, spremljevalni vokal, bas kitara
- Mirko Vuksanović — klavir, sintesajzer, spremljevalni vokal
- Lucijan Kodermac — bobni, kongi, maracas
- Mitja Mokrin — alt saksofon, tenor saksofon

Gostujoči glasbeniki
- Simona Sila — spremljevalni vokal (A3, B1)
- Zvezdana Sterle — spremljevalni vokal (A3, B1)

Tehnično osebje
- Zlatko Drčar — oblikovanje
- Peter Gruden — inženiring
- Miran Kavčič — fotografiranje
- Tomaž Domicelj — produkcija